# Volo Austrian Airlines 901
Il volo Austrian Airlines 901 era un volo partito da Vienna (Austria) e diretto a Mosca (Unione Sovietica), con scalo a Varsavia (Polonia). Nella notte del 26 settembre 1960 l'aereo che operava il volo, un Vickers Viscount, si schiantò nei pressi di Mosca mentre si avvicinava alla pista di atterraggio, uccidendo 31 dei 37 tra passeggeri e membri dell'equipaggio a bordo.

## L'aereo
L'aereo era un quadrimotore turboelica Vickers Viscount 837 registrato come OE-LAF. L'aereo aveva volato per la prima volta il 10 febbraio 1960 ed era stato consegnato nuovo all'Austrian Airlines circa due settimane dopo, sette mesi prima dell'incidente.

## L'incidente
L'aereo partì da Varsavia con sei membri dell'equipaggio e 31 passeggeri a bordo. Il volo stava per atterrare sulla pista 07 dell'aeroporto internazionale di Šeremet'evo, nella periferia nord di Mosca, quando si schiantò in una zona rurale a 11 chilometri (7 miglia) dalla pista di Šeremet'evo vicino alla città di Krukovo.

## Le indagini
L'indagine stabilì che l'equipaggio pensava che l'aereo fosse più alto di quanto non fosse in realtà e che avessero volato contro gli alberi durante l'avvicinamento, schiantandosi. Gli investigatori scoprirono che l'altimetro del capitano (quello di sinistra) era stato regolato per mostrare un'altitudine diversa dall'altimetro del copilota. La sottoscala barometrica dell'altimetro sinistro era stata impostata su una pressione che avrebbe comportato la lettura di zero piedi a terra all'aeroporto. Tuttavia, la sottoscala dell'altimetro del copilota era stata impostata su una pressione che avrebbe comportato la lettura dell'altezza dell'aeroporto sul livello medio del mare quando si trovava a terra a Šeremet'evo. Ciò era contrario alle procedure operative della compagnia aerea, ma l'indagine non riuscì a determinare il motivo della discrepanza.